# Río Beiro
El río Beiro es un corto río del sur de España, y es un pequeño afluente por la margen derecha del río Genil que discurre por la provincia de Granada.

## Curso
El río nace en la sierra de la Alfaguara, término municipal de Víznar, y desemboca en el río Genil en las proximidades de la capital granadina, tras atravesarla entubado. Sus aguas procedían históricamente de varios barrancos y de las escorrentías generadas por las pérdidas de la Acequia de Aynadamar, que se surte del nacimiento de Fuente Grande, en Alfacar. Tiene un total de 13 km de longitud.

## Caudal
Su caudal es inestable y muy escaso, especialmente tras las sucesivas impermeabilizaciones de la Acequia, y se ha visto afectado en varias ocasiones por vertidos procedentes de las instalaciones de Santa Bárbara, más conocida como la fábrica de pólvoras de El Fargue, que está situada en su ladera izquierda. También se vio afectado en el pasado por el antiguo vertedero de la carretera de Víznar, que servía a toda la capital, aunque este fue clausurado durante la década de los 90 del pasado siglo XX.
Según el Plan de Ordenación Territorial de la Aglomeración Urbana de Granada (POTAUG) todo el valle del río Beiro está considerado como suelo no urbanizable de protección ecológica, y en él se encuentran representados valores ecológicos, paisajísticos, forestales y agrícolas.